# Бялинін-Подбур
Бялинін-Подбур (пол. Białynin-Podbór) — село в Польщі, у гміні Ґлухув Скерневицького повіту Лодзинського воєводства.
Населення — 244 особи (2011).
У 1975-1998 роках село належало до Скерневицького воєводства.

## Демографія
Демографічна структура станом на 31 березня 2011 року:
|          | Загалом | Допрацездатний вік | Працездатний вік | Постпрацездатний вік |
| -------- | ------- | ------------------ | ---------------- | -------------------- |
| Чоловіки | 130     | 27                 | 88               | 15                   |
| Жінки    | 114     | 17                 | 61               | 36                   |
| Разом    | 244     | 44                 | 149              | 51                   |